# Asia Pacific Airlines
Asia Pacific Airlines è una compagnia aerea cargo con sede a Danville, California, USA. Attiva nel trasporto merci, ha come base principale l'aeroporto "Antonio B. Won Pat" di Guam. La ragione sociale registrata è comunque Aero Micronesia Inc. ed è una società affiliata di Tan Holdings Corporation. 

## Storia
La compagnia aerea fu fondata il 5 giugno 1998 e iniziò a volare nello stesso mese con aerei Boeing 727-200. La caretteristica principale è la spedizione di posta dagli Stati Uniti e altri carichi in tutta la Micronesia, nonché tonno fresco verso i mercati ittici mondiali.
A partire dal gennaio 2015 la società ha avviato la messa in servizio di Boeing 757-200 come parte di un programma di modernizzazione ed espansione della flotta. Nel giugno 2020 è stato radiato l'ultimo Boeing 727 ancora in servizio.

## Flotta

### Flotta attuale
A dicembre 2022 la flotta di Asia Pacific Airlines è così composta:

### Flotta storica
Asia Pacific Airlines operava in precedenza con:
- 2 Boeing 727-200F
- 1 Boeing 727-200F Super27

## Incidenti
- Il 26 febbraio 2016, un Boeing 727-200F, marche N86425, atterrò senza il carrello di atterraggio anteriore a causa di problemi al sistema idraulico. Non ci furono vittime e l'aereo venne riparato.[11]